# Gregorio Paonessa
Gregorio Paonessa (Catanzaro, 1957) è un produttore cinematografico italiano.

## Biografia
Negli anni settanta si trasferisce dalla Calabria a Roma, dove si laurea in economia e commercio. Successivamente lavora come giornalista, e nel 1997 diventa socio e direttore del marketing della casa editrice Donzelli. Nel 2004 fonda con Marta Donzelli la Vivo film, casa di produzione e distribuzione cinematografica.

## Filmografia
- Il mio paese, regia di Daniele Vicari (2006)
- Imatra, regia di Corso Salani (2007)
- Le quattro volte, regia di Michelangelo Frammartino (2010)
- E la chiamano estate, regia di Paolo Franchi (2012)
- Via Castellana Bandiera, regia di Emma Dante (2013)
- Vergine giurata, regia di Laura Bispuri (2015)
- I figli della notte, regia di Andrea De Sica (2017)
- Nico, 1988, regia di Susanna Nicchiarelli (2017)
- Figlia mia, regia di Laura Bispuri (2018)
- Siberia, regia di Abel Ferrara (2020)
- Miss Marx, regia di Susanna Nicchiarelli (2020)
- Non mi uccidere, regia di Andrea De Sica (2021)
- Il paradiso del pavone, regia di Laura Bispuri (2021)
- Il pataffio, regia di Francesco Lagi (2022)
- Chiara, regia di Susanna Nicchiarelli (2022)
- Il supplente, regia di Diego Lerman (2023)
- Wanted, regia di Fabrizio Ferraro (2023)
- Superluna, regia di Federico Bondi (2023)
- Anywhere Anytime, regia di Milad Tangshir (2024)
- Quasi a casa, regia di Carolina Pavone (2024)
- Grand Tour, regia di Miguel Gomes (2024)
- Berlinguer - La grande ambizione, regia di Andrea Segre (2024)

## Premi e riconoscimenti

### David di Donatello
- 2011 - candidato a migliore produttore per Le quattro volte
- 2018 - candidato a migliore produttore per Nico, 1988
- 2021 - migliore produttore per Miss Marx[2]

### Nastro d'argento
- 2018 - candidato a migliore produttore per Figlia mia e Nico, 1988

### Ciak d'oro
- 2011 - miglior produttore per Le quattro volte[3]